# Pailly (Vaud)
Pour les articles homonymes, voir Pailly.
Pailly est une commune suisse du canton de Vaud, située dans le district du Gros-de-Vaud. Citée dès 1154, elle fait partie du district d'Échallens entre 1798 et 2007. La commune est peuplée de 576 habitants en 2023. Son territoire, d'une surface de 575 hectares, se situe dans la région du Gros-de-Vaud.

## Histoire
Pailly est connu en 1154 sous le nom de Parli. On y trouve des vestiges romains. Le sort du village est lié à celui de la seigneurie du Bourjod au Moyen Âge. L'église Saint-Jean-l'Evangéliste, citée en 1154, appartient à l'abbaye de Montheron puis au chapitre de Lausanne. Le village fait partie du bailliage d'Yverdon à l'époque bernoise, de 1536 à 1798, puis du district d'Échallens dès la révolution vaudoise, de 1798 à 2007, et du district du Gros-de-Vaud depuis 2008.

### Héraldique
| Armes de Pailly | Les armes de la commune de Pailly se blasonnent ainsi : Palé d'argent et d'azur, à la bande de gueules brochante et chargée de trois croisettes d'or. Ce sont les armes de l'ancienne famille de Grandson, les coquilles remplacées par des croisettes. cela rappelle le fait que Pailly fait partie de la grande baronnie de Grandson. Les croisettes rappellent le fait que l'église de Pailly appartient au couvent de Montheron dès 1159. |

## Géographie

### Localisation
Jusqu'à sa dissolution, la commune faisait partie du district d'Échallens. Depuis le 1er janvier 2008, elle fait partie du nouveau district du Gros-de-Vaud. Elle a des frontières communes avec Orzens, Oppens, Rueyres, Fey, Vuarrens et Essertines-sur-Yverdon.
Le territoire communal se trouve au nord de la région du Gros-de-Vaud, sur le plateau suisse. La frontière orientale de la commune longe le Sauteru puis monte en pente douce jusqu'au village de Pailly puis jusqu'à la frontière ouest marquée par une crête située entre les vallées du Buron et du Sauteru, puis rejoint la lisière de la forêt du Grand Bois d'Essertines ou se trouve le point culminant de la commune aux Sapelles avec 702 mètres d'altitude.
En plus du village de Pailly, la commune compte plusieurs exploitations agricoles isolées.

## Population

### Surnom
Les habitants de la commune sont surnommés les Mulets,.

### Démographie
Pailly possède 576 habitants en 2023. Sa densité de population atteint 100 hab./km².
En 2000, la population de Pailly est composée de 198 hommes (50,3 %) et 196 femmes (49,7 %). Il y a 354 personnes suisses (89,8 %) et 40 personnes étrangères (10,2 %). La langue la plus parlée est le français, avec 356 personnes (90,4 %). La deuxième langue est le portugais (19 ou 4,8 %) et la troisième langue est l'allemand (11 ou 2,8 %). Sur le plan religieux, la communauté protestante est la plus importante avec 247 personnes (62,7 %), suivie des catholiques (79 ou 20,1 %). 50 personnes (12,7 %) n'ont aucune appartenance religieuse.
La population de Pailly est de 401 personnes en 1850, puis 325 personnes dix ans plus tard et 378 vingt ans plus tard. Le nombre d'habitants reste relativement stable jusqu'en 1920, puis descend à 255 en 1970. Ensuite, elle double presque en 40 ans, pour atteindre 467 en 2010. Le graphique suivant résume l'évolution de la population de Pailly entre 1850 et 2010 :

## Transports
Au niveau des transports en commun, Pailly fait partie de la communauté tarifaire vaudoise Mobilis. Les bus de CarPostal reliant Yverdon-les-Bains à Bercher par Gossens et Ursins et celui reliant Yverdon-les-Bains à Échallens s'arrêtent dans le village. Il est également desservi par les bus sur appel Publicar, qui sont aussi un service de CarPostal.

## Politique
Lors des élections fédérales suisses de 2011, la commune a voté à 31,73 % pour le Parti socialiste suisse. Les deux partis suivants furent l'Union démocratique du centre avec 23,63 % des suffrages et le Parti libéral-radical avec 17,25 %.
Lors des élections cantonales au Grand Conseil de mars 2011, les habitants de la commune ont voté pour l'Union démocratique du centre à 31,12 %, le Parti libéral-radical à 29,07 %, les Verts à 17,91 %, l'Alliance du centre à 11,16 % et le Parti socialiste à 10,75 %.	
Sur le plan communal, Pailly est dirigé par une municipalité formée de 5 membres et dirigée par un syndic pour l'exécutif et un Conseil général dirigé par un président et secondé par un secrétaire pour le législatif.

## Économie
Jusqu'à la seconde moitié du XXe siècle, l'économie locale était principalement tournée vers l'agriculture, l'arboriculture fruitière et l'élevage qui, de nos jours encore, représentent une part importante des emplois locaux. Dans les dernières décennies, le village s'est développé avec la création de zones résidentielles habitées par des personnes travaillant principalement dans la région d'Yverdon-les-Bains ; ce développement s'est accompagné de la création de plusieurs entreprises locales, dont un atelier de mécanique et une maison d'édition.
La commune compte également un café-restaurant ainsi qu'une boulangerie.

## Monuments
Les ruines du château Bourjod et le temple du village de Pailly sont inscrits comme biens culturels d'importance régionale dans la liste cantonale dressée en 2009.

## Vie locale
La commune de Pailly compte plusieurs associations, dont un chœur d'hommes et une Jeunesse, ainsi que des clubs de football et de volley-ball.